# Nachal Chaviva
Nachal Chaviva (hebrejsky: נחל חביבה, arabsky: Vádí Masin, na dolním toku též Vádí al-Male a Vádí er-Roz) je vádí na Západním břehu Jordánu a v centrálním Izraeli, v pobřežní nížině.
Začíná v nadmořské výšce přes 400 metrů nad mořem, poblíž obce Anza na Západním břehu Jordánu v centrální části severního Samařska. Směřuje potom pod jménem Vádí al-Bašam odlesněnou hornatou krajinou k jihu a západu, přičemž míjí vesnici Anza a zařezává se do okolního kopcovitého terénu. Z jihu míjí také město Adža, za nímž prochází nevelkým, zemědělsky využívaným údolím. Odtud vede vádí k západu hlubokým úzkým kaňonem. Z jihu míjí město Ilar, potom prochází mezi obcemi Dejr al-Ghusun a Atil. Za nimi vstupuje na území Izraele, kde mezi obcemi Zemer a Magal vchází do rovinaté a zemědělsky využívané pobřežní nížiny. Zde podchází těleso dálnice číslo 6, stáčí se k severozápadu, obchází vesnici Lahavot Chaviva a u vesnice Sde Jicchak ústí zleva do vádí Nachal Chadera.